# Гра на пониження
«Гра на пониження. За кулісами світової фінансової кризи» (англ. The Big Short: Inside the Doomsday Machine) — нехудожня книга Майкла Льюїса про нарощування бульбашки на ринку нерухомості у Сполучених Штатах у 2000-х роках. Опублікована у 2010 році видавництвом W. W. Norton & Company, український переклад вийшов з друку у 2017 році у видавництві Клуб сімейного дозвілля. Вона протягом 28 тижнів перебувала у списку бестселерів за версією The New York Times.

## Анотація
Будинки дорожчали, відсотки за кредитами падали... Інвестиційні банки Волл-стріт стали схожими на казино. Та це казино помилилось, коли розраховувало свої шанси на виграш. Велика мильна бульбашка мала луснути. Фінансова піраміда мала обвалитися, поховавши під собою віру американців у міць долара... Було досить багато тих, хто передбачав цю катастрофу. Але була жменька тих, хто ризикнув і, коли світ летів у прірву фінансової кризи, зумів на ній заробити. Великий песиміст і дивак з Волл-стріт, якого колеги звикли вважали невдахою. Лікар із синдромом Аспергера, якого більше за діагнози вабили колонки цифр фінансової аналітики. Двоє друзів, що заснували інвестиційну компанію в гаражі біля будинку. Вони, а не великі боси з Волл-стріт зуміли побачити проблему під незвичайним кутом. Поставили на програш. І стали переможцями.

## Сприйняття
«Гра на пониження» ввійшла до короткого списку нагороди Financial Times and Goldman Sachs Business Book of the Year Award. Вона протягом 28 тижнів перебувала у списку нехудожніх бестселерів за версією The New York Times.
Книга також отримала нагороду від некомерційної організації Robert F. Kennedy Human Rights.

## Екранізація
За книгою було знято фільм, який вийшов у 2015 році. Головні ролі виконали Крістіан Бейл, Стів Керелл,  Раян Гослінг, Бред Пітт. Стрічка дістала схвальні відгуки, а також отримала 5-ть номінацій на премію «Оскар» (в т.ч. за Найкращий фільм) і виграла в номінації за Найкращий адаптований сценарій.

## Український переклад
- Майкл Льюїс. Гра на пониження. За кулісами світової фінансової кризи / Перекл. з англ.: Анастасія Рогоза. — Харків: Клуб сімейного дозвілля, 2017. — 304 с.  ISBN 978-617-12-2470-4